# Йенсен Вассберг, Никлас
Никлас Йенсен Вассберг (норв. Niklas Jensen Wassberg; родился 12 июня 2004, Берген, Норвегия) — норвежский футболист, полузащитник клуба «Бранн».

## Карьера
Никлас начинал свою карьеру в клубе «Фюллингсдален». Перед сезоном 2020 года он перебрался в «Бранн». Ожидалось, что он будет играть за «Филлингсдален» на правах аренды, однако ему был предложен контракт с основной командой «Бранна». 16 мая 2021 года Никлас дебютировал в норвежском чемпионате в поединке против «Молде», выйдя на поле на замену на 78-й минуте вместо Каспера Сконеса. 13 июня 2021 года Никлас вышел впервые на поле в стартовом составе на матч против «Сарпсборга 08».
11 января 2023 года продлил контракт с клубом «Бранн» до конца 2024 года.

### Сборная
Йенсен Вассберг имеет опыт выступления в составе национальных сборных Норвегии в различных возрастных группах, включая команды до 17, до 18 и до 19 лет.

## Семья
Отец Никласа, Рой Вассберг - бывший футболист «Бранна», греческих «Этникоса» и «Паниониоса». Дед по материнской линии — именитый норвежский футболист, бывший игрок сборной Роальд Йенсен.

## Статистика выступлений
| Выступление      | Выступление      | Выступление      | Лига | Лига | Кубок | Кубок | Итого | Итого |
| Клуб             | Лига             | Сезон            | Игры | Голы | Игры  | Голы  | Игры  | Голы  |
| ---------------- | ---------------- | ---------------- | ---- | ---- | ----- | ----- | ----- | ----- |
| Бранн            | Элитсерия        | 2021             | 9    | 1    | 2     | 0     | 11    | 1     |
| Бранн            | ОБОС-лига        | 2022             | 18   | 3    | 5     | 1     | 23    | 4     |
| Бранн            | Элитсерия        | 2023             | 7    | 1    | —     | —     | 7     | 1     |
| Бранн            | Итого            | Итого            | 34   | 5    | 7     | 1     | 41    | 6     |
| Всего за карьеру | Всего за карьеру | Всего за карьеру | 34   | 5    | 7     | 1     | 41    | 6     |